# Arbitrage van Bratislava

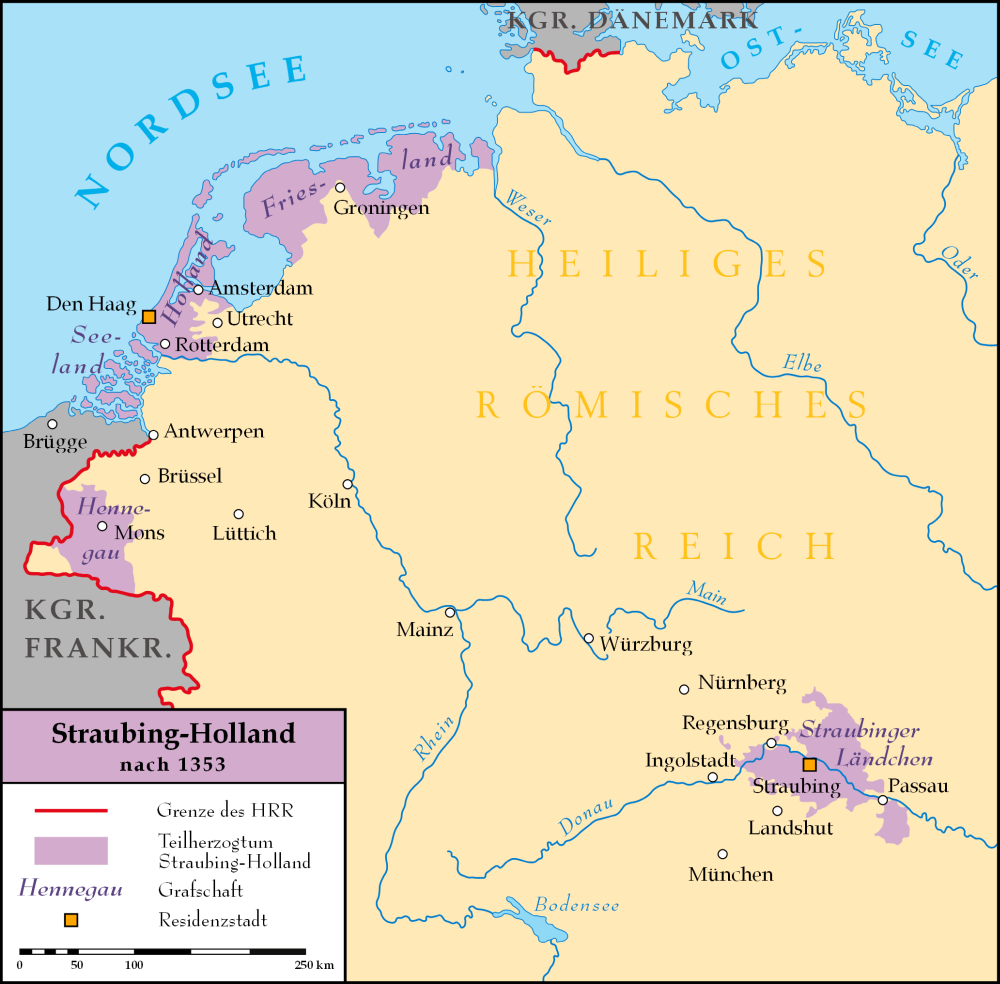
Het jaar 1425 betekende het einde van het hertogdom Straubing-Holland. Het territorium Straubing werd een juridische kluwen

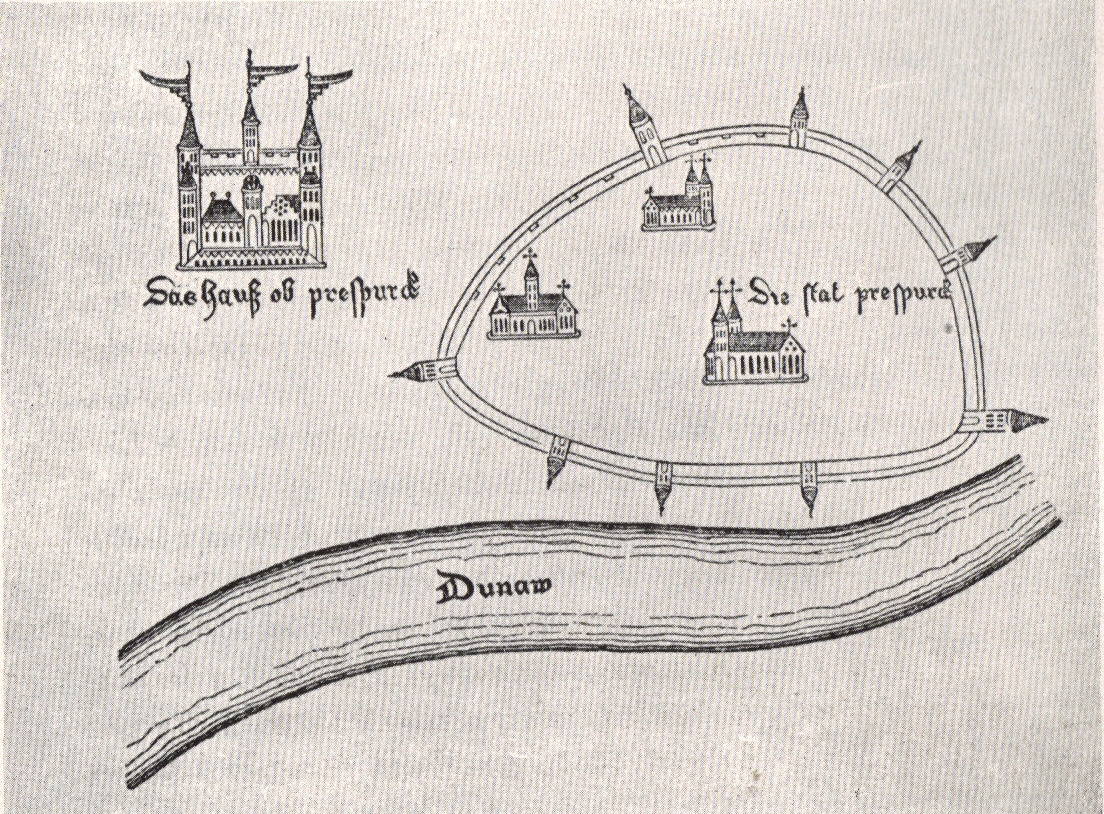
15e-eeuwse tekening van Bratislava, met de burcht waar keizer Sigismund verbleef (1429)

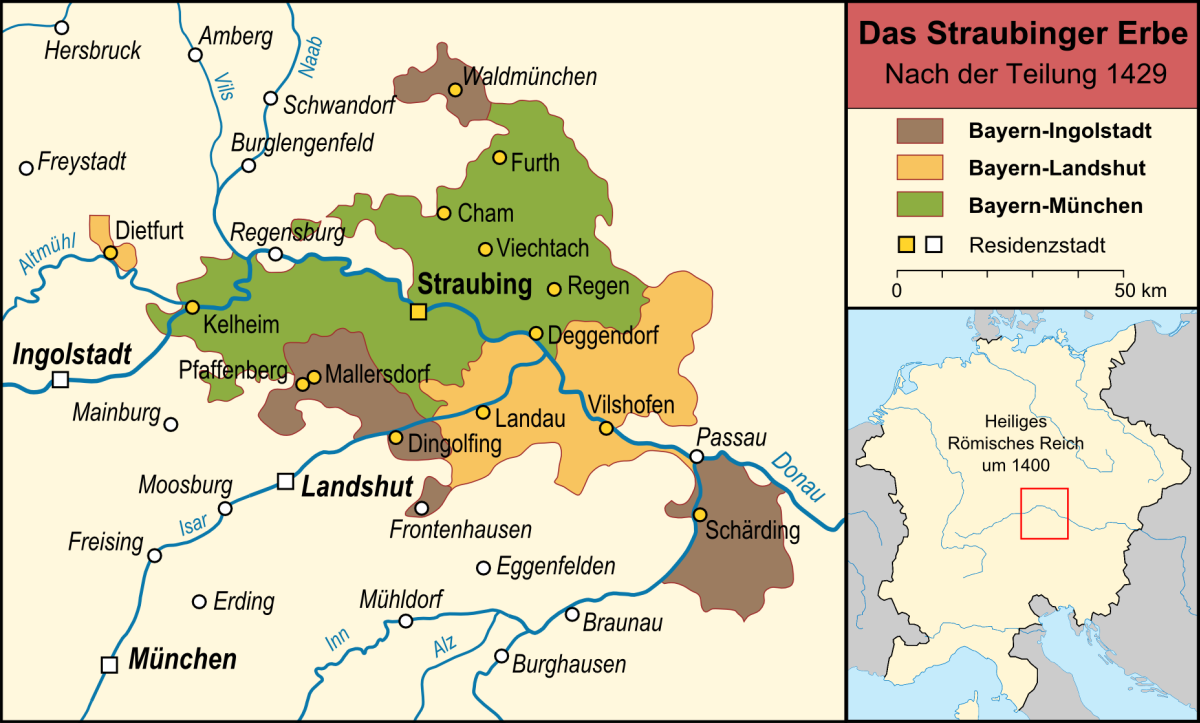
Opdeling van Beieren-Straubing in 1429

Met de Arbitrage van Bratislava (Duits: Preßburger Schiedsspruch) beslechtte keizer Sigismund in het jaar 1429 de vier jaar durende twist over de erfenis van het hertogdom Beieren-Straubing (1425-1429). 
Het hertogdom Beieren-Straubing, ook wel ironisch Straubinger Ländchen genoemd, was een stuk van het stamland Beieren gelegen aan de Donau. Het was in dynastieke unie met de graafschappen Holland, Zeeland en Henegouwen. Deze unie was het hertogdom Straubing-Holland, onder Beiers bestuur van het adellijk huis Wittelsbach. In 1425 stierf hertog Jan van Beieren door vergiftiging. Hij was de laatste die de unie Straubing-Holland bestuurde. Deze voormalige prins-bisschop van Luik was kinderloos. De familieleden Wittelsbach in de omringende Beierse hertogdommen waren daarom allen geïnteresseerd in het gebied Straubing: de hertogen van Beieren-Landshut, Beieren-Ingolstadt en Beieren-München. Deze Beierse vorsten werden bijgestaan door hun raadgevers en stedenvertegenwoordigers. Juridisch verliep het dispuut over de erfenis moeizaam. Bovendien was hertog Albrecht van Oostenrijk ook geïnteresseerd in dit landje aan de Donau. 
In de burcht van Bratislava kwam het tot een beslissing over de erfenis van Straubing. Keizer Sigismund besliste dat de twee hertogen van Beieren-München de helft van Beieren-Straubing kregen, de hertog van Beieren-Ingolstadt en de hertog van Beieren-Landshut kregen ieder een kwart. Albrecht van Oostenrijk kreeg niets. 

## Betekenis voor Beieren
De territoriale versnippering van het oude stamland Beieren bereikte een hoogtepunt. 

## Betekenis voor de Nederlanden en Luik
- Keizer Sigismund sneed de dynastieke band door tussen Beieren en Holland-Zeeland-Henegouwen. Deze rijke Nederlanden met hun bloeiende handelssteden zoals Valenciennes, Middelburg en Rotterdam kwamen in handen van de hertogen van Bourgondië, van wie het stamland Bourgondië overigens buiten het Rooms-Duitse Rijk lag[5].
- De laatste hertog, Jan van Beieren, had dan wel een bloeddorstig beleid in het prinsbisdom Luik gevoerd; zijn bijnaam was Jean Sans Pitié of Jan Zonder Genade[6]. Toch ontstond hiermee een interesse van het Huis Wittelsbach voor Luik. Dit adellijk huis zou nog talrijke prins-bisschoppen leveren aan Luik, in combinatie met prinsbisdommen elders in het Rooms-Duitse Rijk (tot de Franse Revolutie)[7].